# Dieter Kraft (Theologe)
Dieter Kraft (* 1949) ist ein deutscher evangelischer Theologe und war inoffizieller Mitarbeiter der DDR-Staatssicherheit.

## Leben
Kraft studierte nach Erreichen der Hochschulreife Evangelische Theologie an der Humboldt-Universität zu Berlin. Unter dem Lehrstuhlinhaber für Systematische Theologie Hanfried Müller legte er 1979 seine Dissertation zu einem Thema des theologischen Erbes von Dietrich Bonhoeffer vor. Kirchenpolitisch engagierte er sich im Weißenseer Arbeitskreis und schrieb u. a. in den Weißenseer Blättern. Er war Mitglied der Christliche Friedenskonferenz.
In einem Protestschreiben vom 23. Februar 1991 trat er von seinem Senatorenamt an der Humboldt-Universität Berlin zurück.
Kraft war inoffizieller Mitarbeiter der DDR-Staatssicherheit unter dem Decknamen „IM Michael“.
Seinen Lebensunterhalt bestreitet er seither als Steuerberater. Er redigierte die marxistische Vierteljahreszeitschrift „Topos“ und veröffentlicht in linkspolitischen Tageszeitungen wie der jungen Welt und in der Zeitschrift Utopie kreativ der Rosa-Luxemburg-Stiftung. 2006 gab er eine Festschrift zum 80. Geburtstag seines Lehrers Hanfried Müller heraus.
Kraft lebt in Berlin und ist verheiratet mit der Pastorin Constanze Kraft.

## Publikationen
- Revolution. Napoli : Ed. La Città del Sole, 2007
- Welt-Sichten. Napoli : Ed. La Città del Sole, 2007
- Ästhetik. Napoli : Ed. La Città del Sole, 2006
- Theologie der Religionen, Köln : Dinter, 2006
- Aus Kirche und Welt, Berlin : Well, 2006
- China. Napoli : Ed. La Città del Sole, 2001
- Ideologie. Napoli : Ed. La Città del Sole, 2001
- Kriegswelt. Napoli : Ed. La Città del Sole, 2000
- Imperialismus. Napoli : Ed. La Città del Sole, 2000
- Nichts. Meer, Berlin, [Schwedter Str. 47], 2000, 1. Aufl.
- Theologie der Religionen, eine motivanalytische Kritik, 1983
- Wir haben geglaubt und erkannt : Zum Problem der theologischen Erkenntnis bei Dietrich Bonhoeffer, 1979 Umfang/Format 191 Bl. ; 30 cm Hochschulschrift Berlin, Humboldt-Univ., Sekt. Theologie, Diss. A, 1979